# Bentayou-Sérée
Bentayou-Sérée é uma comuna francesa na região administrativa da Nova Aquitânia, no departamento dos Pirenéus Atlânticos. Estende-se por uma área de 8,46 km². Em 2010 a comuna tinha 111 habitantes (densidade: 13,1 hab./km²).